# 1921-es norvég labdarúgókupa
A 1921-es norvég labdarúgókupa a Norvég labdarúgókupa 20. szezonja volt. A címvédő az Ørn Horten csapata volt. A kupában minden olyan csapat részt vehetett, amely tagja a Norvég labdarúgó-szövetségnek. A szezonban 43 csapat vett részt. A tornát a Frigg Oslo nyerte meg, a kupa történetében harmadjára.

## Selejtezőkör
| 1. csapat               | Eredmény   | 2. csapat             |
| ----------------------- | ---------- | --------------------- |
| Donn                    | 2–0        | Grane                 |
| Fagforeningenes (Hamar) | 7–3        | Kirkenær              |
| Falk                    | 17–0       | Hasle                 |
| Hafslund                | 8–2        | Nordstrand            |
| Lillestrøm              | 1–3        | Kristiania-Kameratene |
| Mjøndalen               | 3–2        | Sportsklubben av 1910 |
| Pors                    | 3–0        | Halsen                |
| Rapp                    | 4–1        | Neset                 |
| Rollon                  | 2–1        | Molde                 |
| Storm                   | 3–1 (h.u.) | Start                 |
| Sverre                  | 2–2 (h.u.) | Tryggkameratene       |
| Újrajátszás             |            |                       |
| Tryggkameratene         | 0–2        | Sverre                |

## Első kör
| 1. csapat             | Eredmény   | 2. csapat               |
| --------------------- | ---------- | ----------------------- |
| Aalesund              | 3–0        | Rollon                  |
| Brodd                 | 2–3        | Djerv                   |
| Donn                  | 0–4        | Urædd                   |
| Drafn                 | 5–2        | Hafslund                |
| Fram Larvik           | 4–1        | Fagforeningenes (Hamar) |
| Fredrikstad           | 4–1        | Drammen                 |
| Frem (Bergen)         | 2–4        | Vidar                   |
| Kristiania-Kameratene | 1–4        | Torp                    |
| Kristiansund          | 1–2        | Freidig                 |
| Larvik Turn           | 5–1        | Kristiania BK           |
| Lyn (Gjøvik)          | 6–1        | Eidsvold                |
| Mercantile            | 6–1        | Agnes                   |
| Mjøndalen             | 3–2        | Tønsberg Turn           |
| Trygg                 | 2–2 (h.u.) | Moss                    |
| Odd                   | 6–2        | Kjapp                   |
| Pors                  | —          | Snøgg                   |
| Rapp                  | 6–0        | Elverum                 |
| Ready                 | 2–1        | Falk                    |
| Sandefjord            | 0–5        | Kvik Halden             |
| Skiold                | 4–1        | Fremad                  |
| Stabæk                | 7–2        | Norrøna                 |
| Stavanger             | 1–0        | Sandnes Ulf             |
| Sverre                | 6–0        | Røros                   |
| Tynset                | 2–3        | Hamar                   |
| Újrajátszás           |            |                         |
| Moss                  | 2–1        | Trygg                   |

A Brage, a Brann, a Frigg Oslo, a Lyn, a Sarpsborg, a Skotfos, a Storm, az Ørn Horten és a Pors csapata mérkőzés nélkül továbbjutott.

## Második kör
| 1. csapat   | Eredmény   | 2. csapat    |
| ----------- | ---------- | ------------ |
| Aalesund    | 5–2 (h.u.) | Rapp         |
| Brage       | 2–4        | Lyn (Gjøvik) |
| Brann       | 9–1        | Djerv        |
| Fram Larvik | 1–3 (h.u.) | Kvik Halden  |
| Frigg Oslo  | 5–4 (h.u.) | Larvik Turn  |
| Hamar       | 2–2 (h.u.) | Mercantile   |
| Moss        | 3–0        | Pors         |
| Mjøndalen   | 1–1 (h.u.) | Odd          |
| Sarpsborg   | 10–0       | Torp         |
| Skiold      | 3–2 (h.u.) | Ready        |
| Stabæk      | 0–1        | Fredrikstad  |
| Stavanger   | 2–1        | Vidar        |
| Storm       | 1–2        | Lyn          |
| Sverre      | 3–1        | Freidig      |
| Urædd       | 0–3        | Drafn        |
| Ørn Horten  | 5–1        | Skotfos      |
| Újrajátszás |            |              |
| Mercantile  | 2–1        | Hamar        |
| Odd         | 5–1        | Mjøndalen    |

## Harmadik kör
| 1. csapat    | Eredmény | 2. csapat   |
| ------------ | -------- | ----------- |
| Drafn        | 6–0      | Sverre      |
| Fredrikstad  | 1–4      | Brann       |
| Lyn          | 0–1      | Ørn Horten  |
| Lyn (Gjøvik) | 5–2      | Aalesund    |
| Mercantile   | 0–3      | Sarpsborg   |
| Moss         | 2–1      | Kvik Halden |
| Odd          | 3–0      | Skiold      |
| Stavanger    | 0–3      | Frigg Oslo  |

## Negyeddöntők
| 1. csapat  | Eredmény | 2. csapat    |
| ---------- | -------- | ------------ |
| Brann      | 3–1      | Ørn Horten   |
| Frigg Oslo | 3–0      | Lyn (Gjøvik) |
| Moss       | 2–5      | Odd          |
| Sarpsborg  | 4–1      | Drafn        |

## Elődöntők
| 1. csapat   | Eredmény   | 2. csapat  |
| ----------- | ---------- | ---------- |
| Sarpsborg   | 2–2 (h.u.) | Frigg Oslo |
| Odd         | 1–0        | Brann      |
| Újrajátszás |            |            |
| Frigg Oslo  | 2–1        | Sarpsborg  |

## Döntő
| 1921. október 3. |

| Frigg Oslo                   | 2–0 | Odd |
| ---------------------------- | --- | --- |
| Semb-Thorstvedt 14' Dahl 88' |     |     |

| Vestre Holmen, Kristiania Játékvezető: Alf Lagesen (Drammen) |

| A Frigg Oslo játékoskerete |  |                       |
|                            |  |                       |
| GK                         |  | Gustav Magnussen      |
| DF                         |  | Birger Eriksen        |
| DF                         |  | Yngvar Tørnros        |
| MF                         |  | Georg Deans           |
| MF                         |  | Ellef Mohn            |
| MF                         |  | Fritz Semb Thorstvedt |
| FW                         |  | Einar Hansen          |
| FW                         |  | Hans Dahl             |
| FW                         |  | Gelland Nilsen        |
| FW                         |  | Rolf Semb-Thorstvedt  |
| FW                         |  | Trygve Smith          |

| Az Odd játékoskerete |  |                  |
|                      |  |                  |
| GK                   |  | Ingolf Pedersen  |
| DF                   |  | Thaulow Goberg   |
| DF                   |  | Peder Henriksen  |
| MF                   |  | Ismeretlen       |
| MF                   |  | Ismeretlen       |
| MF                   |  | Ismeretlen       |
| FW                   |  | Nils Thorstensen |
| FW                   |  | Haakon Haakonsen |
| FW                   |  | Bertel Ulrichsen |
| FW                   |  | Einar Gundersen  |
| FW                   |  | Ismeretlen       |